# Asterix o Gaulês
Asterix o Gaulês (francês Astérix le Gaulois) é o primeiro álbum da série de banda desenhada franco-belga Astérix, escrito por René Goscinny e ilustrado por Albert Uderzo, publicado nas edições 1 (29 de outubro 1959) a 38 (14 de julho de 1960) da revista Pilote e republicado no formato álbum em outubro de 1961.

## Argumento
Cansado das derrotas causadas pelos gauleses, o centurião Caius Bonus manda um soldado se disfarça de gaulês para descobrir qual era o segredo da super força dos soldados. Quando descobre que a força vem da poção mágica do druida Panoramix, ele é em seguida descoberto quando deixa o seu bigode cair e corre (sob o efeito da poção) até o acampamento contar a novidade. Surpreso com a descoberta, Caius Bonus ordena que Panoramix seja capturado para que possa usar a poção e tomar o poder de Roma.
Astérix parte para resgatar Panoramix, e os dois gauleses decidem então destruir os seus planos, contando no final com uma ajuda inesperada, a do próprio Júlio César.

## Personagens
- Astérix - Guerreiro Gaulês
- Obélix - Distribuidor de menires Gaulês
- Panoramix - Druida Gaulês
- Abracourcix - Chefe da aldeia gaulesa
- Assurancetourix - Bardo Gaulês
- Cetautomatix - Ferreiro Gaulês
- Júlio César - Imperador Romano (historical)

## Desenvolvimento
Por ser o primeiro album da série, vários pontos da história e características ainda estavam em estágio inicial:
- Na história, o segundo comandante romano muda abruptamente através das páginas.
- No começo da história, Panoramix usava uma bengala e morava numa caverna na floresta.
- Obelix tem pouca participação na história, antes de ganhar mais destaque nas outras aventuras.
- Asterix e as outras pessoas do vilarejo, usam a poção constantemente.
- Cetautomatix é visto usando as mãos para trabalhar no metal e sua aparência é diferente do que nos outros álbums.
- Assurancetourix toca e é chamado para dançar, e no fim da história ele é visto sentado durante a festa.
- Quando Júlio César foi introduzido no prólogo, ele tinha uma aparência completamente diferente do que no resto da série, incluindo no final do álbum.

## História da Publicação
O álbum foi publicado pela primeira vez como uma série na revista Pilote, uma revista de história em quadrinhos Franco-Belga fundado por Goscinny e por alguns artistas em quadrinhos. A primeira página apareceu na revista promocional #0, que foi distribuída no dia 1 de junho de 1959, e a história foi publicado em série na primeira edição da revista (29 de outubro de 1959) até a edição #38 (14 de julho de 1960). Uma pequena cabeça do Asterix apareceu pela primeira vez na capa da revista #9 (24 de dezembro de 1959), e a capa completa do protagonista foi usada na revista #21 (17 de março de 1960). A história seguinte, começou na revista #42(11 de agosto de 1960).
Asterix o Gaulês, foi publicado em julho de 1961 pela Dargaud no auto proclamado "coleção Pilote" com impressão de mais de 6000 cópias. A tradução Holandês foi seguido em 1966, e as outras linguagens e traduções foram seguidas depois. A versão em inglês, foi traduzida pela primeira vez por Anthea Bell e Derek Hockridge, e foi publicado em 1969 pela Blockhampton Press.

## Filme
O quadrinho foi adaptado para um filme e foi lançado em 1967, Goscinny e Udezo não foram consultados durante a produção do filme, a principio só ficaram sabendo alguns meses antes de ser lançado, quando foram vistos na versão inicial. O filme não foi bem recebido, e a mesma equipe da produção estavam planejando fazer mais uma adaptação, mas foi cancelado.